# Velká ruská encyklopedie
Velká ruská encyklopedie (rus. Большая российская энциклопедия, zkr. БРЭ) je všeobecná ruskojazyčná encyklopedie. Je vydávána péčí Ruské akademie věd od roku 2004.
Roku 2004 vyšel první nečíslovaný díl s jediným heslem Rusko (Россия); v letech 2005–2017 následovalo 35 číslovaných svazků (A–Яя). Hlavním editorem byl matematik Jurij Osipov.